# Portugalski pies dowodny

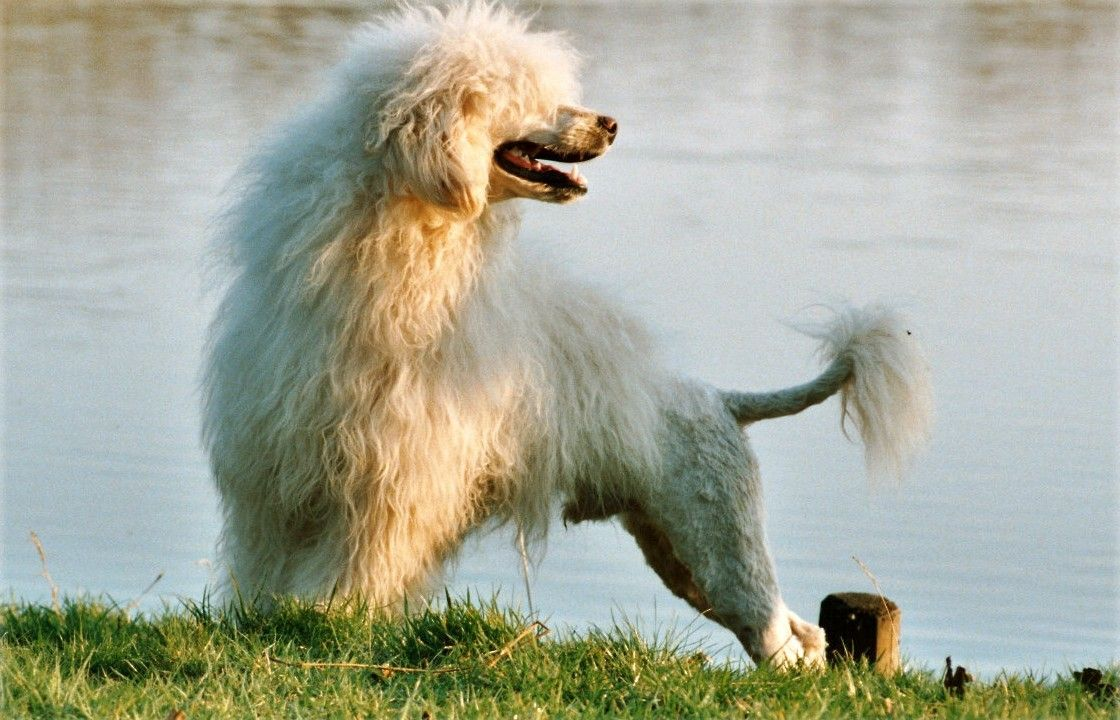
Odmiana biała

Portugalski pies dowodny – rasa psów, należąca do grupy psów aportujących, płochaczy i psów dowodnych, zaklasyfikowana do sekcji psów wodnych. Nie podlega próbom pracy.
Pies rybacki, aportujący, stróżujący. Mało popularny, hodowany jedynie przez garstkę entuzjastów. Agresywny w stosunku do innych psów. Historycznie psy te były wykorzystywane m.in. do przenoszenia wiadomości między statkami.

## Budowa
Umaszczenie: białe, czarne, brązowe, lub mieszanka tych kolorów, krótkie lub długie loki, tylna część ciała zwykle jest strzyżona, poza kitką na końcu ogona.

## Popularność
Rasa mało znana poza ojczyzną. Ceniona i popularna na Wyspach Brytyjskich i w USA. W Polsce występuje tylko kilka osobników.